# Quadrant Peak
Der Quadrant Peak ist mit 430 m die höchste Erhebung auf Vindication Island im Archipel der Südlichen Sandwichinseln. Er bildet einen schmalen Grat oberhalb der einförmigen Hänge des ursprünglichen Vulkankegels und stellt einen dessen Quadranten dar.
Das UK Antarctic Place-Names Committee benannte ihn 1971.